# Aspidonitys nigromaculata
Aspidonitys nigromaculata är en insektsart som beskrevs av Victor Lallemand 1932. Aspidonitys nigromaculata ingår i släktet Aspidonitys och familjen Eurybrachidae. Inga underarter finns listade i Catalogue of Life.